# MAS1L
 onkogenu-sličan G-protein spregnuti receptor MRG je protein koji je kod ljudi kodiran MAS1L genom.

## Literatura
1. ↑  „Entrez Gene: MAS1L MAS1 oncogene-like”.

## Dodatna literatura
- Monnot C; Weber V; Stinnakre J;  . (1992). „Cloning and functional characterization of a novel mas-related gene, modulating intracellular angiotensin II actions.”. Mol. Endocrinol. 5 (10): 1477—87. PMID 1723144. doi:10.1210/mend-5-10-1477.
- Dong X; Han S; Zylka MJ;  . (2001). „A diverse family of GPCRs expressed in specific subsets of nociceptive sensory neurons.”. Cell. 106 (5): 619—32. PMID 11551509. doi:10.1016/S0092-8674(01)00483-4.
- Strausberg RL; Feingold EA; Grouse LH;  . (2003). „Generation and initial analysis of more than 15,000 full-length human and mouse cDNA sequences.”. Proc. Natl. Acad. Sci. U.S.A. 99 (26): 16899—903. PMC 139241 . PMID 12477932. doi:10.1073/pnas.242603899.
- Mungall AJ; Palmer SA; Sims SK;  . (2003). „The DNA sequence and analysis of human chromosome 6.”. Nature. 425 (6960): 805—11. PMID 14574404. doi:10.1038/nature02055.
- Gerhard DS; Wagner L; Feingold EA;  . (2004). „The status, quality, and expansion of the NIH full-length cDNA project: the Mammalian Gene Collection (MGC).”. Genome Res. 14 (10B): 2121—7. PMC 528928 . PMID 15489334. doi:10.1101/gr.2596504.